# Truels Schultz
Truels Schultz (født 1. juli 1948 i Haslev) er en dansk politiker fra Det Konservative Folkeparti, der fra 2004 til 2006 var borgmester i Assens Kommune samt fra 2011 til 2019 formand for Diabetesforeningen.